# Ballhaus (Kassel)

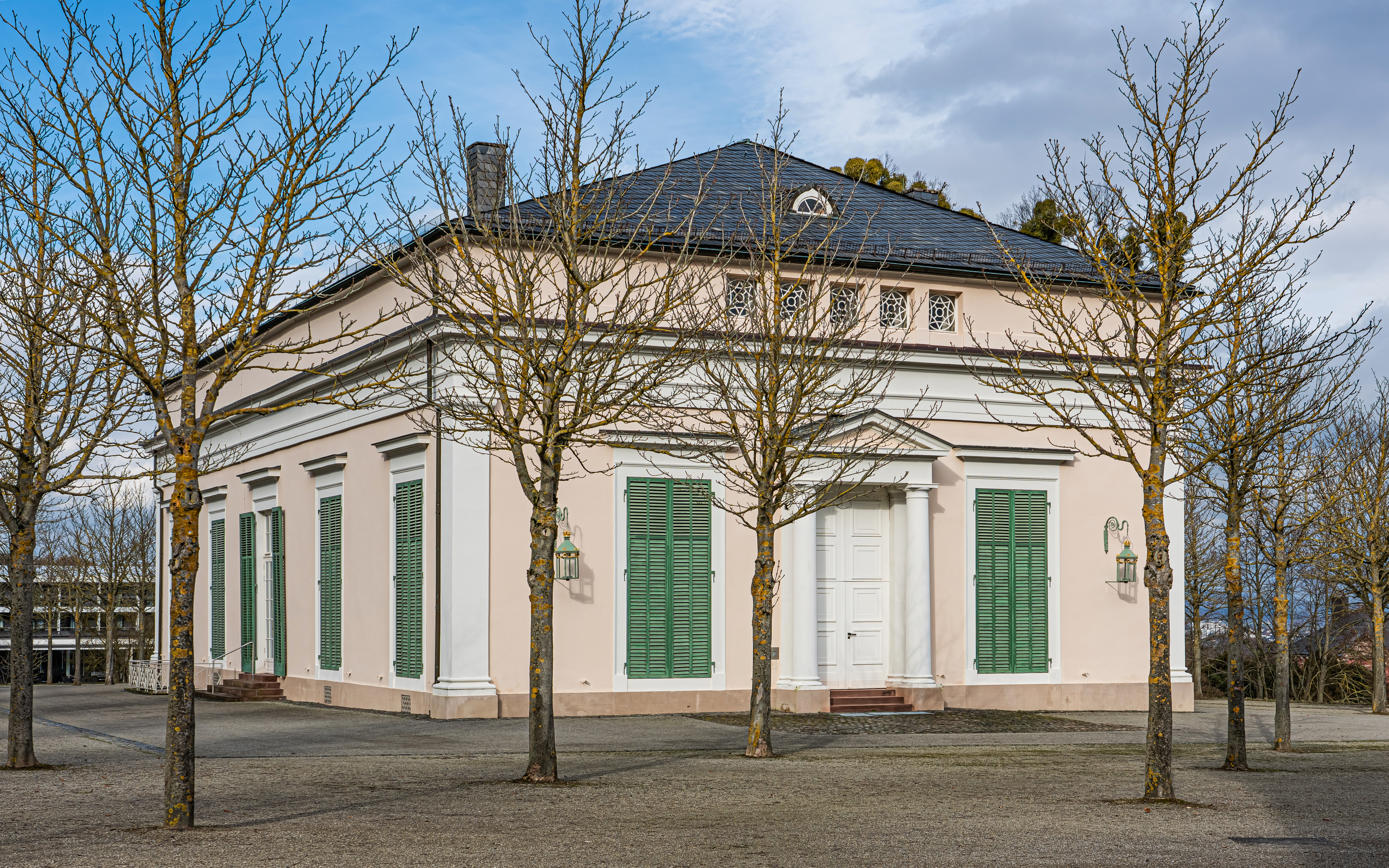
Das Ballhaus im Bergpark

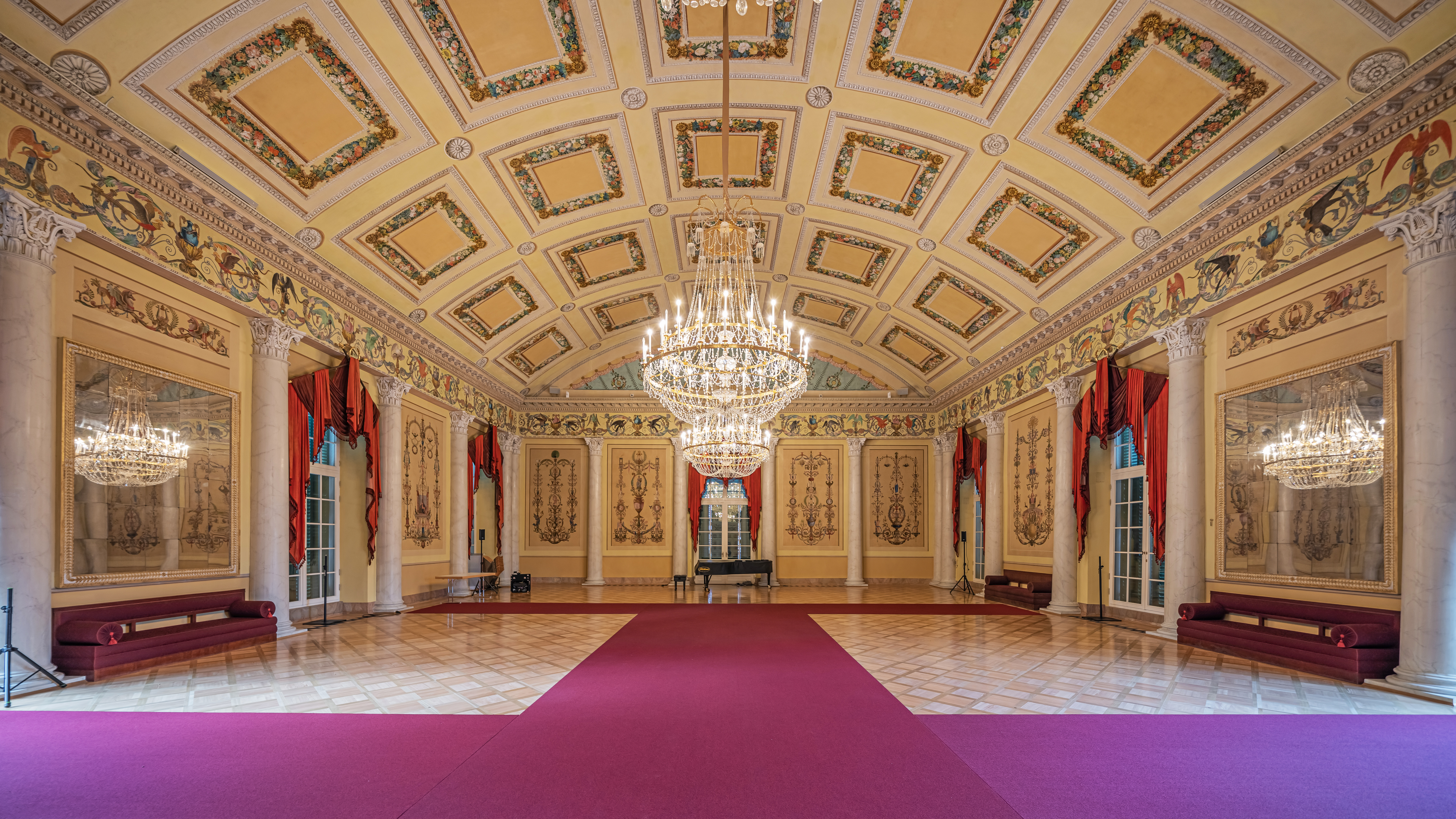
Innenansicht

Das Ballhaus in Kassel befindet sich im Bergpark Wilhelmshöhe direkt neben dem Schloss Wilhelmshöhe und wird von der Museumslandschaft Hessen Kassel verwaltet. Außen schlicht gehalten, ist es im Inneren mit einem großen, prachtvoll ausgemalten Ballsaal ausgestattet.
Das Ballhaus wurde in den Jahren 1808/1809 von Leo von Klenze im Auftrag des Königs von Westphalen, Jérôme Bonaparte, dem jüngsten Bruder Napoleons, während dessen kurzlebiger Regierungszeit in Kassel erbaut. Das Gebäude diente zunächst als Theater. Die prachtvolle Innenausstattung erhielt es erst im Jahr 1828 unter Kurfürst Wilhelm II. durch den Kasseler Architekten Johann Conrad Bromeis.